# L.C. Nielsen
 Der er flere personer med dette navn, se L.C. Nielsen (flertydig).
Laurits Christian Nielsen (ved dåben: Christian Laurits; født 27. oktober 1871 på Holsteinsminde; død 11. marts 1930 i Rom) var en dansk forfatter og redaktør, bror til Johannes Nielsen.
Nielsen var søn af højskoleforstander, kaptajn Christian Nielsen og hustru, gik på Sorø Akademi, kom som sekstenårig til søs og begyndte at læse til kadeteksamen, men opgav det. Han blev student 1894, privat dimitteret, var to år huslærer, kom atter til hovedstaden og indledede sin litterære virksomhed ved — sammen med Viggo Stuckenberg — at redigere De Unges Bog til Holger Drachmann i Anledning af digterens 50 års fødselsdag (1896). I ét år var han redaktør af Illustreret Tidende (1899-1900) og stiftede sammen med Johannes V. Jensen og Ludvig Holstein ugebladet Tidspunktet, der dog kun fik et års levetid (1902). 1910-11 var han medredaktør af dagbladet Riget og senere af dagbladet Vort Land. Han foretog i samme periode mange rejser i Europa og Amerika. 1911 var han kortvarigt litterær redaktør ved Politiken.
L.C. Nielsen debuterede med revolutionære digte Tre Mænd (Judas, Kain, Spartacus) 1897. Dernæst fulgte digtsamlingerne Mit Land (1898), Vaardigte (1901), en roman om 1890'ernes ungdom De onde Aar (1902) samt skuespillet Kain, der blev opført på Det Kongelige Teater, efterfulgt af Rejsen til Rom (1904), I Sand og Sten (1907), Hanne (1909) med tegninger af Ludvig Find, Exners Billedbog (1912) og Broget Høst (1913). En antologi af disse samlinger foreligger i Udvalgte Digte (1918).
Senere kom Sangene til Sara (1919), Sange mod Solnedgang (1920), I Regnbuens Rige (1922), Thurah's Park (1924) og Verdens lykkeligste Mand (1926). Hans prosaarbejder er Drenge til Orlogs (1899), De onde Aar (1902), novellesamlingen Historier (1907), Fjernt fra Danmark, en fortælling om livet til søs (1923).
L.C. Nielsen udgav endvidere Chr. Nielsen, en dansk Højskolemand om sin far (1900) og Frederik V. Hegel (I-II, 1909) og den selvbiografiske artikelsamling Det langsomme Træ (1928) med karakteristikker bl.a. af Viggo Hørup og Stuckenberg. Han har desuden forfattet prologen Den danske Nat ved Det kgl. Teaters mindeforestilling for Holger Drachmann (1908).
Hans liv var præget af uro, skiftende økonomiske kår og usikre ansættelser. Han var et par gange på nippet til at få en fast chefredaktørpost på et større dagblad, men begge gange slog det fejl. Hans helbred var heller ikke godt; og han fik adskillige hjerneblødninger inden den sidste, der tog livet af ham på en rekonvalescentrejse i Rom i 1930.
Centrum i Nielsens forfatterskab var lyrikken, der er præget af kærligheden til land, hjem og børn. Af hans fædrelandssange kendes især Vort Hjem, du danske Jord, Jeg ser de bøgelyse Øer og Havet omkring Danmark.
Grossererdatteren Ingeborg Weeke holdt længe både Nielsen og den norske lyriker Sigbjørn Obstfelder på pinebænken i et langtrukkent trekantdrama. I 1898 brød hun dog kontakten med Nielsen og giftede sig med Obstfelder samme år.
Han blev gift første gang 29. august 1899 i Skoven Kirke, Dråby ved Jægerspris, med pianistinden Margrethe Dorph-Petersen (13. juli 1875 i København, gift anden gang i 1920 med pianisten cand.jur. Axel Carl Christian Borring Schnohr (1878-1962), datter af skuespiller, senere direktør, professor Jens Frederik Siegfred Dorph-Petersen og hustru. Ægteskabet opløst.
Anden gang ægtede han 20. januar 1919 i Garnisons Kirke Kirsten Edel Friis (19. februar 1897 i København – ), som blev gift anden gang i 1938 med fhv. afdelingschef i Udenrigsministeriet Erik Valeur. Han var far til skuespiller Jakob Nielsen og journalist Carsten Ib Nielsen.
I 1908 blev Nielsen Ridder af Dannebrog.
Han blev urnebegravet på Vestre Kirkegård, men urnen er senere flyttet til Lumsås Kirkegård.
Der findes et maleri af Ludvig Find 1903 i familieeje og skitse af samme. Maleri af Laurits Tuxen ca. 1913 og af Henrik Schouboe 1928. Maleri og buste af Ingeborg Plockross Irminger. Fotografier af Frederik Riise og Peter Elfelt.

## Forfatterskab
- Sange af L.C. Nielsen på Wikisource

## Hæder
- 1900, Carl Møllers Legat
- 1907, Det anckerske Legat
- 1929, Drachmannlegatet
- 1924, Selskabet for de skiønne og nyttige Videnskabers Pris (for digtet Vort Hjem, du danske Jord)